# Гледичия
Гледи́чия (лат. Gleditsia) — род растений семейства Бобовые (Fabaceae), включающий в себя около пятнадцати видов деревьев, происходящих из Северной Америки, Азии и Африки.
Род назван в честь Готтлиба Гледича (нем. Johann Gottlieb Gleditsch, 1714—1786), немецкого врача и ботаника, директора Берлинского ботанического сада.
Гледичии — листопадные раскидистые деревья высотой до 25 метров. Обычно у растений имеются колючки. Листья дваждыперистые, состоят из 20—30 листочков. Цветки мелкие, зеленоватые. Плоды — бобы.

## Виды
Всего не менее 15 видов, некоторые из них:

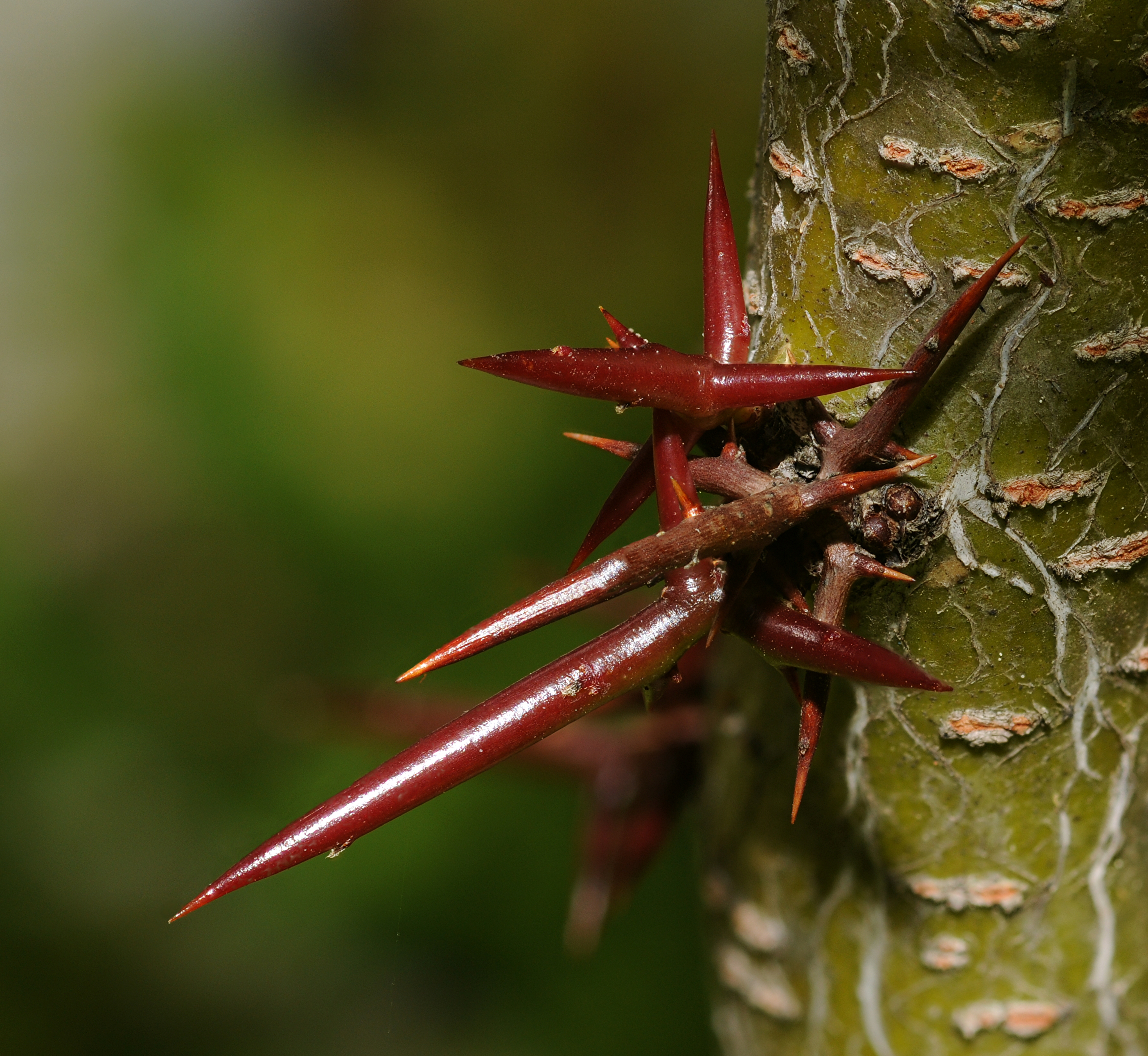
Тройные колючки Гледичия трёхколючковая|гледичии трёхколючковой (Gleditsia triacanthos)

- Gleditsia amorphoides (Griseb.) Taubert
- Gleditsia aquatica Marshall — Гледичия водная
- Gleditsia australis F.B.Forbes & Hemsley
- Gleditsia caspica Desf. — Гледичия каспийская
- Gleditsia delavayi Franch.
- Gleditsia fera (Lour.) Merr.
- Gleditsia ferox Desf.
- Gleditsia japonica Miq. — Гледичия японская
- Gleditsia macracantha Desf.
- Gleditsia microphylla Isely
- Gleditsia sinensis Lam. — Гледичия китайская
- Gleditsia triacanthos L. typus[2] — Гледичия трёхколючковая